# Юссуф Поульсен
Юссуф Поульсен (дан. Yussuf Poulsen, нар. 15 червня 1994, Копенгаген) — данський футболіст, нападник клубу «РБ Лейпциг» та національної збірної Данії.

## Клубна кар'єра
Народився в родині танзанійця і датчанки. Його батько працював на контейнеровозі, який подорожував між Африкою та Данією, після чого залишився в Копенгагені.
Поульсен розпочав кар'єру в клубі «Люнгбю». 4 грудня 2011 року в матчі проти «Хорсенса» він дебютував у данській Суперлізі. За підсумками сезону команда вилетіла у перший дивізіон. Там 5 серпня 2012 року в поєдинку проти «Академіска» Юссуф забив свій перший гол за клуб. Загалом в команді провів два сезони, взявши участь у 36 матчах чемпіонату.
Влітку 2013 року Поульсен перейшов у німецький «РБ Лейпциг». 19 липня в матчі проти «Галлешера» він дебютував за нову команду у матчі Третьої німецької ліги. 24 серпня в поєдинку проти «Рот-Вайса» Юссуф зробив дубль, забивши свої перші голи за «биків». У 2014 році Поульсен допоміг «Лейцпигу» вийти в Другу Бундеслігу, де провів два сезони, після чого 2016 року допоміг команді зайняти перше місце і вперше в історії вийти до першої Бундесліги.

## Виступи за збірні
2010 року дебютував у складі юнацької збірної Данії, разом з якою взяв участь у юнацькому (U-17) чемпіонаті світу у Мексиці. Всього взяв участь у 37 іграх на юнацькому рівні, відзначившись 14 забитими голами.
З 2013 року залучався до складу молодіжної збірної Данії, ставши півфіналістом молодіжного чемпіонату Європи 2015 року, що дозволило данцям кваліфікуватись на футбольний турнір Олімпійських ігор. Загалом на молодіжному рівні зіграв у 18 офіційних матчах.
2016 року захищав кольори олімпійської збірної Данії на Олімпійських іграх 2016 року у Ріо-де-Жанейро.
31 січня 2013 року дебютував в офіційних іграх у складі національної збірної Данії в товариському матчі проти збірної Мексики. 13 червня 2015 року в відбірковому матчі чемпіонату Європи 2016 року проти збірної Сербії він забив свій перший гол за національну команду. Наразі провів у формі головної команди країни 44 матчі, забивши 7 голів.

## Титули і досягнення
- Володар Кубка Німеччини (2):

«РБ Лейпциг»: 2021–22, 2022–23
- Володар Суперкубка Німеччини (1):

«РБ Лейпциг»: 2023